# Referenční data
Referenční data jsou data používaná pro klasifikaci a kategorizaci jiných dat. V typickém případě jsou statická nebo se měnící v průběhu času velmi pomalu.
Příklady referenčních dat:
- Měrné jednotky
- Kódy zemí
- Konverze jednotek
- Struktura Kalendáře

O referenčních datech se pak také někdy mluví jako o "řízené slovní zásobě" nebo o "lookup" datech.
Vedle referenčních dat se rozlišuje zvláštní kategorie master dat. Jak Master data, tak Referenční data poskytují kontext pro obchodní transakce. Referenční data se soustředí na klasifikaci a kategorizaci, kdežto Master data na samotné business entity. Další rozdíl mezi referenčními daty a master daty je ten, že změna referenčních dat si často žádá i změnu v souvisejících podnikových procesech, zatímco změna v master datech je vždy řízena v rámci existujících procesů. Např. přidání nového zákazníka nebo produktu je standardní částí obchodního procesu, ale přidání nového typu klasifikace produktu (např. "položka nepovolená k prodeji") nebo typu zákazníka (např. "klíčový zákazník") povede k modifikaci podnikových procesů.

## Externě definovaná master data
Ve většině organizací je většina referenčních dat řízena uvnitř organizace.
Některá referenční data však mohou být definována a spravována externě, např. organizacemi zabývajícími se standardy. Příkladem externě definovaných referenčních dat je sada kódů zemí - viz ISO 3166-1.

## Řízení referenčních dat
Klíčem pro dosažení kvality referenčních dat v organizaci je jejich správa a řízení. Všechny aspekty organizace do značné míry závisí na kvalitě referenčních dat dané organizace. Bez konzistence napříč podnikovými procesy nebo aplikacemi mohou být podobné věci zachyceny velmi různými způsoby. Referenční data jsou přínosem, pokud jsou široce využívána a odkazována.
Příklady dobrého nakládání s referenčními daty zahrnují:
1. Formalizace řízení referenčních dat
2. Maximalizace využití externích referenčních dat
3. Řízení referenčních dat specifických pro vaši vlastní organizaci
4. Řízení referenčních dat na úrovni celého podniku
5. Řízení verzí referenčních dat[8]